# Joachim Gunter Hammer

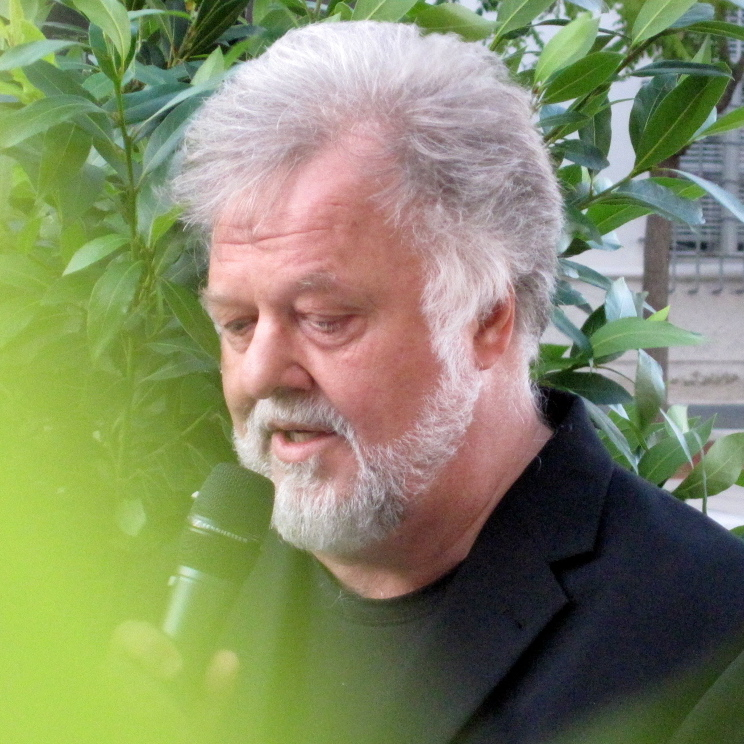
Der Autor liest aus seinen Werken bei der GAV Veranstaltung „Im Wald stehen“ in Graz im Juni 2013

Joachim Gunter Hammer (* 9. Jänner 1950 in Graz) ist ein österreichischer Lyriker.

## Leben
Joachim Gunter Hammer studierte  Biologie, Physik und Chemie. Er schreibt hauptsächlich Lyrik, auch Haiku und Tanka, sowie Kurzprosa. Gedichte wurden in verschiedene Sprachen übersetzt. Er ist Mitglied der Grazer Autorinnen Autorenversammlung und lebt in Edelstauden, Steiermark.

## Werkbeschreibung
Die Lyrik von Joachim G. Hammer erstreckt sich einerseits über Jahrzehnte, was die Einspeisung von Motiven und Momenten betrifft, anderseits realisiert sie zeitlich begrenzte Mikrokosmen und behandelt diese wie Pixel eines größeren Ganzen. So lassen sich die Gedichtbände wie jährlich abgefasste und edierte Logbücher lesen, die auf den Zeitgeist reagieren, indem sie ihm auf einer Sprachebene von Mikroben begegnen.
Die Verbindung von naturwissenschaftlichem Stoff mit den Gesetzmäßigkeiten der Poesie macht die Eigenart dieser Lyrik aus. Dabei kommen 17-Silber zum Einsatz, die sich wie Molekularketten durch das Mikroskop schlängeln, das dem Leser gleich mitgeliefert wird. Klanglaterne, Schattenflöte, Frostspanner, Finsternis Sonne Ich sind Buchtitel, die bereits jenen Schlüssel mitliefern, der zum Entsperren der Gedichte notwendig ist.
Immer wieder kommen Synästhesie, Widmung und Künstliche Intelligenz als lyrische Mittel zum Einsatz. Dabei werden musikalische und optische Empfindungen des lyrischen Ichs verknüpft. Eine Widmung an zeitgenössische Lyrikerinnen (beispielsweise für Helwig Brunner, Christine Huber oder Hannes Vyoral) verlinkt das einzelne Gedicht mit dem lyrischen Kosmos eines Seelenkollegen. Die künstliche Intelligenz schließlich erwächst evolutionär aus den poetischen Sequenzen und macht nahtlos dort weiter, wo sich der klassische Autor zurückgezogen hat.
Einen Hinweis, wie diese Lyrik vielleicht zu lesen sei, gibt das Motto aus dem Band Klanglaterne: Wachtest als Schmetterling auf / sahest unvorstellbar / neue Farben, wofür du / verzweifelt Wörter suchtest.

## Publikationen
- Lurenbläser. Gedichte. Merkur Verlag, Graz 1980, ISBN 3-85425-001-0.
- Verrückung. Gedichte. Merkur Verlag, Graz 1983, ISBN 3-85425-003-7.
- Wahrnehmung. Gedichte. Leykam, Graz 1986, ISBN 3-7011-7170-X.
- Gedichte zur Wende eines dunklen Rückens. Gedichte. Leykam, Graz 1987, ISBN 3-7011-7191-2.
- Vom Zuhause der Wörter. Gedichte aus den Sternumläufen 1983 – 1987. Privatdruck 1987.
- Aschenlieb. Gedichte. Verlag Grasl, Baden bei Wien 1989, ISBN 3-85098-189-4.
- Scheinwerfer. Gedichte. Leykam, Graz 1993, ISBN 3-7011-7272-2.
- Der blaue Kürbis. Gedichte. Leykam, Graz 1995, ISBN 3-7011-7308-7.
- Schattenspiele. Gedichte. Verlag Grasl, Baden bei Wien 1998, ISBN 3-85098-238-6.
- Dunkelrote Mischung. Edition Doppelpunkt, Wien 2001, ISBN 3-85273-113-5.
- Stranstwane po hrebet (Gratwandern). Ins Bulgarische übersetzte ausgewählte Gedichte. Sofia 2001, ISBN 954-8806-34-7.
- Frostspanner. Edition Doppelpunkt, Wien 2003, ISBN 3-85273-141-0.
- Flöten gehen. Kitab, Klagenfurt/Wien 2005, ISBN 3-902005-68-8.
- Finsternis Sonne Ich. Kitab, Klagenfurt/Wien 2006, ISBN 3-902005-77-7.
- Der firnschwarze Mond. 17-Silber. Verlagshaus Hernals, Wien 2010, ISBN 978-3-902744-03-6.
- Wind – Räder – Wind. Verlagshaus Hernals, Wien 2011, ISBN 978-3-902744-25-8.
- Spiegelklänge aus dem Schlaflabor. Verlagshaus Hernals, Wien 2013, ISBN 978-3-902744-92-0.
- Die Schattenflöte. 17-Silber. Verlagshaus Hernals, Wien 2014, ISBN 978-3-902975-04-1.
- Podium Porträt 80. Ausgewählte Gedichte. PODIUM, Wien 2015, ISBN 978-3-902886-17-0.
- Sing Zikade Sing. 17-Silber. Verlagshaus Hernals, Wien 2016, ISBN 978-3-902975-34-8.
- Tausendundmeine Sonne, 1000 & 1 Siebzehnsilber. Verlagshaus Hernals, Wien 2017, ISBN 978-3-902975-43-0.
- Im Widerschein des Gongs, Gedichte. Verlag Ferdinand Berger & Söhne, Horn 2017, ISBN 978-3-85028-768-5.
- Die Klanglaterne, Gedichte. 17-Silber, 19-Silber. Verlagshaus Hernals, Wien 2019, ISBN 978-3-902975-77-5.
- Larven und Vögel, Gedichte. edition keiper, Graz 2020, ISBN 978-3-903322-06-6.
- Singsang eines Narren am Hof des Nichts. Verlagshaus Hernals, Wien 2021, ISBN 978-3-902975-90-4.
- Quantenschäume, Gedichte + 17- und 19-Silber. Verlagshaus Hernals, Wien 2022, ISBN 978-3-903442-16-0.
- Glückes schiefe Türme, Gedichte. Verlagshaus Hernals, Wien 2023, ISBN 978-3-903442-44-3.

## Herausgabe
- Das Lyrikflugblatt 2019. Podium; Literaturkreis Schloß Neulengbach. Herausgegeben von Joachim Gunter Hammer im Auftrag der Podium-Redaktion. Wien 2019.